# Calle San Andrés (Sevilla)
La calle San Andrés es una vía pública de la ciudad española de Sevilla.

## Descripción
La vía discurre desde la calle Daoiz, donde conecta con García Tassara, hasta un cruce en el que se encuentra con Cervantes, Angostillo y Don Pedro Niño. Toma el título de la plaza de San Andrés, que le queda a mano derecha. Aparece descrita en la Noticia histórica del origen de los nombres de las calles de esta ciudad de Sevilla (1839) de Félix González de León con las siguientes palabras:

Calle de S. Andres. Esta calle que mas comunmente llaman del Cochino, es un pedazo de travesia que de la calle del Amor de Dios pasa á la plaza de esta parroquia de que toma el nombre. No tiene ninguna casa, ni nada que observar, pertenece al cuartel C. y á la citada parroquia.
(González de León, 1839, p. 172)